# Daniel Burke
Daniel „Dan” Burke (ur. 2 maja 1974 w Sydney) – australijski wioślarz. Srebrny medalista olimpijski z Sydney.
Zawody w 2000 były jego jedynymi igrzyskami olimpijskimi. Zajął drugie miejsce w ósemce. Wspólnie z nim płynęli Christian Ryan, Alastair Gordon, Mike McKay, Nick Porzig, Robert Jahrling, Stuart Welch, Jaime Fernandez i Brett Hayman. W 1997 był brązowym medalistą mistrzostw świata w ósemce